# Capitales de l'Égypte antique
| \| Alexandrie Tanis Saïs Pi-Ramsès Memphis Licht Héracléopolis Magna Akhetaton Thinis Thèbes \| Situation sur carte Égypte. |
| Alexandrie Tanis Saïs Pi-Ramsès Memphis Licht Héracléopolis Magna Akhetaton Thinis Thèbes                                   |

L'Égypte antique a eu plusieurs capitales au cours de son histoire, du fait, entre autres, des changements de dynasties et de la division du pays pendant les périodes troublées.

## Histoire
Pendant la Période prédynastique, l'une des principales cités de la Basse-Égypte était Bouto (la double-cité Per-Ouadjet en ancien égyptien), située dans le delta occidental. Quant à la Haute-Égypte, elle était divisée en plusieurs proto-royaumes, dont les principaux avaient pour capitale Hiérakonpolis (Nekhen  en ancien égyptien), Ombos (Noubet en ancien égyptien) et Thinis (Tjeni en ancien égyptien). À la suite de l'unification de la Haute-Égypte, Thinis semble en devenir la capitale. La nécropole royale se trouve à proximité, située à Oumm el-Qa'ab. Pendant la période thinite, à la suite de l'unification du pays par Narmer, roi venant de Haute-Égypte, Thinis reste dans un premier temps la capitale du pays.
Par la suite, Thinis s'est fait supplanter dans ce rôle par Memphis (Men-nefer en ancien égyptien), située à quelques kilomètres au sud-est du Caire, près de l'endroit où la vallée du Nil devient le delta. Cette ville, fondée avant même l'unification de l'Égypte, était peut-être devenue la capitale de l'Égypte dès le début de la IIe dynastie : en effet, les tombes des premiers rois de cette dynastie se trouvent à Saqqarah. Toujours est-il qu'à partir de la IIIe dynastie, et ce jusqu'à la fin de l'Ancien Empire et au début de la Première Période intermédiaire (VIIe et VIIIe dynasties), Memphis resta la capitale égyptienne et restera l'une des principales villes égyptiennes tout au long de l'histoire égyptienne. Cette ville avait pour premier nom Inebou-hedjou, signifiant « Murs blancs », vraisemblablement par référence à un palais royal. Bien plus tard, elle prendra le nom de Men-nefer (signifiant « Durable et parfait »), par assimilation à la nécropole voisine de Pépi Ier à Saqqarah, dont la pyramide avait pour noms Men-nefer Meryrê et Men-nefer Pépi.
À la suite de la division du pays, pendant la Première Période intermédiaire, plusieurs petits royaumes coexistaient et avaient donc chacun leur capitale : les IXe et Xe dynasties étaient basées à Héracléopolis Magna (Nen-nesou en ancien égyptien) en Moyenne-Égypte, tandis que la XIe dynastie était basée à Thèbes (Ouaset en ancien égyptien) en Haute-Égypte. 
À la suite de la victoire de la XIe dynastie et de la réunification de l'Égypte par Montouhotep II, la première capitale du Moyen Empire est Thèbes. Par la suite, Amenemhat Ier, fondateur de la XIIe dynastie, fonde une nouvelle cité en Moyenne-Égypte du nom de Amenemhat-Itjitaouy, ou plus simplement Itjitaouy, située non loin à l'est de la première nécropole de cette dynastie à Licht. L'histoire de la XIIe et de la XIIIe dynastie est en grande partie celle d'une centralisation politique et économique autour de cette cité.
Au cours de la XIIIe dynastie, l'Égypte se divise à nouveau et entre dans la Deuxième Période intermédiaire. Dans un premier temps, la XIVe dynastie est fondée à Xoïs (Khasou en ancien égyptien) dans le delta occidental. Peu après, la XVe dynastie, dite hyksôs, est fondée à Avaris (Hout Ouaret en ancien égyptien) dans le delta oriental. Ces Hyksôs font de cette petite ville égyptienne une cité asiatique, typique de la Syrie-Palestine. Les rois de la XIIIe dynastie, qui devient la XVIe puis la XVIIe dynastie, se replient à Thèbes qui devient à nouveau une capitale. Il est également possible qu'Abydos (Abdjou en ancien égyptien) soit devenue la capitale d'un petit royaume indépendant (voir Dynastie d'Abydos).
À la suite de la reconquête de toute l'Égypte par les rois thébains de la XVIIe dynastie, le Nouvel Empire démarre avec pour capitale Thèbes. Les rois de la XVIIIe dynastie font de cette ville un centre religieux et administratif puissant qui concurrence Memphis pendant le reste de l'histoire égyptienne. Cependant, Akhenaton fonde Akhetaton en Moyenne-Égypte, en partie pour s'éloigner de la puissance acquise par les prêtres du Temple d'Amon de Thèbes. À sa mort, la ville d'Akhetaton est abandonnée et la capitale est déplacée à Memphis sous le règne de Toutânkhamon. 
Sous le règne de Séthi Ier, le centre de gravité du pays se déplace vers le nord en raison de l'influence acquise au Proche-Orient. Ses successeurs bâtissent une nouvelle cité dans le delta, Pi-Ramsès (ou Per-Râmessou en ancien égyptien), qui devient le foyer des rois ramessides. Toutefois, Memphis et Thèbes continuent à jouer un rôle religieux et administratif important, la nécropole royale reste par exemple dans la vallée des Rois, près de Thèbes.
À la chute du Nouvel Empire et à la nouvelle division du pays à partir de la XXIe dynastie, plusieurs cités portent le titre de capitale. Tout au long de la Troisième Période intermédiaire, Thèbes est la capitale des rois-prêtres du Grand Temple d'Amon. Au nord, du fait de l'assèchement de la branche pélusiaque du Nil, Pi-Ramsès est littéralement déplacée vers le site de Tanis (Djanet en ancien égyptien) qui devient la capitale de la XXIe puis de la XXIIe dynastie. La XXIIIe dynastie, concurrente de la XXIIe, a pour capitale Léontopolis (Taremou en ancien égyptien). La XXIVe dynastie, concurrente des deux précédentes, a pour capitale Saïs (Saou en ancien égyptien). La XXVe dynastie, dite koushite, réunifie l'Égypte en la conquérant entièrement depuis le royaume koushite dont la capitale était Napata, dans l'actuel Soudan.
La Basse Époque commence avec la XXVIe dynastie après que son fondateur chasse les koushites d'Égypte. Originaire de Saïs, cette ville devient donc pour la première fois la capitale d'une Égypte unifiée, mais le pharaon fait rapidement déplacer la capitale à Memphis. Après la conquête de l'Égypte par les Perses, qui forment la XXVIIe dynastie, l'Égypte retrouve son indépendance et trois courtes dynasties égyptiennes se succédent : la XXVIIIe, de Saïs ; la XXIXe, de Mendès (Djedet en ancien égyptien) ; et la XXXe, de Sebennytos (Tjebnetjer en ancien égyptien). 
Après une nouvelle conquête perse (XXXIe dynastie) puis à la conquête d'Alexandre le Grand, l'Égypte entre dans la Période lagide (ou ptolémaïque). À la suite de la fondation d'Alexandrie par Alexandre le Grand en -331, cette ville devient alors la dernière capitale de l'Égypte antique pendant trois siècles. La conquête romaine en -30 sonne alors la fin de l'Égypte ancienne en tant que pays indépendant.

## Chronologie
- Thinis : Ire dynastie
- Memphis : de la IIe à la VIIIe dynastie
- Héracléopolis Magna : IXe et Xe dynasties
- Thèbes : XIe dynastie
- Itjitaouy (près de Licht) : XIIe et début XIIIe dynasties
- Xoïs ou Avaris: XIVe dynastie
- Avaris : XVe dynastie
- Thèbes : fin de la XIIIe et de la XVIe à la XVIIIe dynastie (début du règne d'Akhenaton)
- Akhetaton : règne d'Akhenaton
- Memphis : de Toutânkhamon jusqu'à Ramsès II (début du règne)
- Pi-Ramsès : XIXe (à partir de Ramsès II) et XXe dynasties
- Thèbes : rois-prêtres d'Amon
- Tanis : XXIe et XXIIe dynasties
- Thèbes : branche concurrente de la XXIIe dynastie
- Tanis / Léontopolis / Hermopolis / Héracléopolis : XXIIIe dynastie (pays divisé)
- Saïs : XXIVe dynastie
- Napata, en Nubie : XXVe dynastie
- Saïs : début de la XXVIe dynastie
- Memphis : XXVIe dynastie à partir de Psammétique Ier
- Persépolis, en Iran : XXVIIe dynastie
- Saïs : XXVIIIe dynastie
- Mendès : XXIXe dynastie
- Sebennytos : XXXe dynastie
- Persépolis, en Iran : XXXIe dynastie
- Alexandrie : Dynastie ptolémaïque